# غزو المغول لسلالة سونغ الصينية

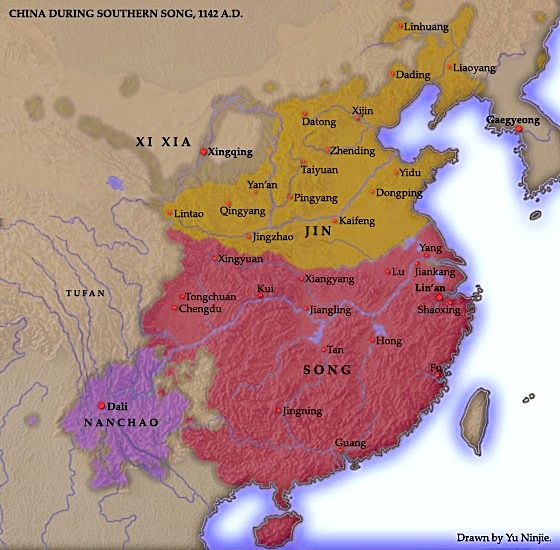

بدأ غزو المغول لسلالة سونغ الصينية في عهد أوقطاي خان (حكم بين أعوام 1229 - 1241) وانتهى في عهد قوبلاي خان (حكم بين أعوام 1260 - 1294). يعد هذا الغزو الخطوة الأخيرة للمغول في بسط سيطرتهم الكاملة على شرق آسيا في عهد أسرة يوان. ويعتبر آخر إنجاز عسكري كبير للإمبراطورية المغولية.

## الخلفية
وصل مبعوث من أسرة سونغ الصينية إلى بلاط المغول قبل احتدام الحروب بين المغول وبين أسرة جين التي كانت تحكم منشوريا وشمال الصين. يعتقد أن الهدف من هذه المفاوضات كان محاولة لتنسيق هجوم موحد ضد سلالة جين، والتي حاربت سلالة سونغ سابقاً خلال ما يُعرف بحروب حروب جين – سونغ. رفض جنكيز خان (المتوفي في عام 1227) المشاركة في هذه الخطة لكنه ترك لخلفائه خطة لمهاجمة عاصمة جين عبر اختراق أراضي أسرة سونغ. قتل حاكم سونغ سفيراً مغولياً في ظروف غامضة، وقبل الحصول على أي تفسير اقتحم المغول أراضي سونغ باتجاه معقل جين في مدينة خنان.
تحالف المغول مع أسرة سونغ في عام 1233، ووافقوا على السماح لقواتهم بدخول الأراضي جنوب النهر الأصفر. هزم منغ جونغ جنرال السونغ وو شيان جنرال الجين وأمر قواته بمحاصرة مدينة كايتشو، التي تحصن فيها آخر إمبراطور من سلالة جين. تمكنت جيوش سونغ أخيراً وبمساعدة المغول من القضاء على سلالة جين التي احتلت شمال الصين لأكثر من قرن. وبعد عام أرسل جنرالات سونغ جيوشهم لاحتلال المدن القديمة التي كانت تحت حكمهم سابقاً، ولكن الحاميات المغولية تصدت لهم بشكلٍ كامل بقيادة تاشير الذي كان أحد أبرز أصدقاء جنكيز خان. على إثر ذلك بدأت القوات المغولية تحت قيادة أبناء أوقطاي خان غزوها البطيء والثابت باتجاه الجنوب. قاومت قوات سونغ بشدة، ما أدى إلى إطالة أمد الحملات العسكرية. كانت الصعوبات الرئيسية التي واجهت هذا الغزو التضاريس التي أعاقت تقدم الخيول المغولية، بالإضافة للأمراض الجديدة التي فتكت بالجيش المغولي، وعدم خبرة المغول بالمعارك البحرية. أدت هذه العقبات مجتمعة إلى واحدة من أصعب الحروب في تاريخ الغزوات المغولية وأطولها. أبدى الصينيون أعنف مقاومة من بين جميع الشعوب التي غزاها المغول، وتطلب الأمر من المغول وضع كل إمكانياتهم من أجل الفوز. تشير المصادر التاريخية إلى أن المقاومة التي أبداها الكوريون والصينيون تجاه الغزوات المغولية كانت أكبر من جميع الشعوب الذين سحقهم المغول بسرعة في أوراسيا. وكانت القوة المغولية التي غزت جنوب الصين أكبر بكثير من القوة التي أرسلها المغول لغزو الشرق الأوسط عام 1256.

### حادثة عام 1227
أمر جنكيز خان في أوائل ربيع عام 1227 قسماً صغيراً من جيشه بالتقدم باتجاه أراضي سونغ تحت ذريعة مهاجمة أراضي جين، دمر المغول المقاطعات الخمس الرئيسية في جين وهي: جي، فنغ، تشنغ، هي، وتيانشوي، ثم تحرك المغول جنوباً واستولوا على ونتشو، وعادوا في يوليو إلى الشمال. أدرك جنكيز خان حينها أنه لتدمير مملكة جين يجب على الجيش المغولي أن يشق طريقه عبر أراضي أسرة سونغ. تعتبر الأحداث في عام 1227 أول صدام مسلح حدث بين المغول وأسرة سونغ الصينية، لكنها كانت ضمن النزاع المغولي مع أسرة جين.

### معارك شوكو
عبرت الجيوش المغولية بالقوة ضمن أراضي أسرة سونغ من شتاء 1230 إلى خريف 1231، وكان ذلك عبر الممرات الثلاثة لمنطقة شوكو. اشتبك المغول في سلسلة من المعارك مع جيوش سونغ، وكان هذا ثاني وأكبر نزاع مسلح بينهما قبل بدء الغزو المغولي لسونغ بشكلٍ رسمي.

## المرحلة الأولى (1235-1248)
هاجم الجنرال المغولي قودان منطقة سيشوان في عام 1235 عبر اختراقه لسهل تشنغدو، إذ كان احتلال هذه المنطقة خطوة مهمة لغزو الجنوب. استسملت مدينة شيانغيانغ الهامة وهي بوابة سهل اليانغتسي في عام 1236، بعد أن دافع عنها الجنرال كاو يوين. وفي الوقت نفسه صمد جنرالات السونغ مثل مينغ جونغ ودو كوه في وجه الجيوش المغولية بقيادة كووين بوهوا لأن القوات المغولية الرئيسية كانت تتحرك في ذلك الوقت نحو أوروبا. تبنى يو جي حاكم سيشوان خطة الأخوين ران جين وران بو لتحصين المواقع المهمة في المناطق الجبلية، وهو الأمر الذي مكنه من الحفاظ على استقلال المقاطعة لمدة عشر سنوات أخرى، وفي عام 1239 هزم يو جي الجنرال المغولي منغ واستعاد شيانغيانغ، وطوال سنوات عديدة لم يتمكن المغول من السيطرة إلا على تشنغدو في عام 1241. وفي منطقة نهر هواي ظلت الجيوش المغولية في موقف دفاعي، إذ أنهم سيطروا على القليل فقط من مدن سونغ الرئيسية. انشق العديد من الهان الصينيين إلى جانب المغول للقتال ضد مملكة جين. وكان هناك أربعة قادة من الهان في جيش أوقطاي خان يقود كل منهم 10 آلاف جندي.
وقعت النزاعات الرئيسية بين المغول وقوات سونغ في منطقة تشنغدو، وعندما أرسل المغول مبعوثيهم للتفاوض من أجل السلام سجنهم قادة سونغ. استولى المغول على مدينة هانغتشو وغزوا سيشوان في عام 1242، وأمروا الجنرال الصيني تشانغ بمهاجمة قوات سونغ، وعندما نهبوا أراضي سونغ، أرسل قادة سونغ وفداً للتفاوض على وقف إطلاق النار، وعاد تشاجان وتشانغ رو إلى الشمال بعد أن قبل المغول بشروط الهدنة. استخدم المغول في معاركهم هذه جنود الأقليات العرقية من السكان الصينيين الأصليين، ولم يكن في الجيش المغولي سوى 3000 فارس من سلاح الفرسان المغولي تحت قيادة القائد أوريانغخاداي الذي تألف معظم جيشه من السكان الأصليين مع ضباط مغول.
كثف المغول هجومهم على جنوب مملكة سونغ بعد انتخاب مونكو خان كخان أعظم للمغول عام 1251. اقتحمت جيوش مونكو خان سهل تشنغدو في سيشوان، وغزت مملكة دالي في يونان الحديثة عام 1253، وحاصر المغول هو تشيو ثم رفعوا الحصار في عام 1254. سيطر شقيق مونكو خان مع الجنرال أوريانغخاداي على يونان والتبت وهاجما مملكة تران في فيتنام.